# Sebastian Saucedo
Sebastian Saucedo Mondragón (San Fernando, 22 gennaio 1997) è un calciatore statunitense con cittadinanza messicana, centrocampista del Juárez.

## Caratteristiche tecniche
È un esterno sinistro.